# Formica goesswaldi
Formica goesswaldi är en myrart som beskrevs av Heinrich Kutter 1967. Formica goesswaldi ingår i släktet Formica och familjen myror. Inga underarter finns listade i Catalogue of Life.